# Wiktor Walentinowitsch Tschistjakow
Wiktor Walentinowitsch Tschistjakow (russisch Виктор Валентинович Чистяков, engl. Transkription Viktor Valentinovitch Chistyakov; * 9. Februar 1975 in Moskau) ist ein russischer Stabhochspringer, der zeitweise unter dem Namen Viktor Chistiakov für Australien startete.
Der Juniorenweltmeister von 1994 gewann 1996 Bronze bei den Leichtathletik-Halleneuropameisterschaften 1996. Bei den Olympischen Spielen in Atlanta 1996 schied er in der Qualifikation aus.
1997 wanderte er mit seiner damaligen Ehefrau Tatiana Grigorieva, die später ebenfalls als Stabhochspringerin erfolgreich war, nach Australien aus. Ab 1999 für seine neue Heimat startberechtigt, wurde er im selben Jahr australischer Meister. Bei den Olympischen Spielen 2000 in Sydney wurde er Fünfter.
Es folgten ein zehnter Platz bei den Leichtathletik-Weltmeisterschaften 2001 in Edmonton, ein sechster bei den Leichtathletik-Hallenweltmeisterschaften 2003 in Birmingham und ein elfter bei den Weltmeisterschaften 2003 in Paris/Saint-Denis.
Ab 2007 startete er wieder für Russland. Bei den Weltmeisterschaften 2009 in Berlin wurde er Zehnter.
Wiktor Tschistjakow ist 2,02 m groß und wiegt 92 kg. Er ist der Sohn des Hürdenläufers Walentin Tschistjakow und der Sprinterin Natalja Petschonkina. In zweiter Ehe ist er mit der Mittelstreckenläuferin Anna Alminowa verheiratet.